# Sufin Abdel-Madschid
Sufin Abdel-Madschid († 27. August 2015 nahe Ramadi) war ein irakischer Brigadegeneral und zuletzt der Kommandeur der 10. Division.
Abdel-Madschid starb am 27. August 2015 bei einem Autobombenanschlag des Islamischen Staates im Norden von Ramadi, der Hauptstadt des Gouvernements al-Anbar. Unter den weiteren Toten befand sich auch Generalmajor Abdel-Rahman Mahdi, der stellvertretende Kommandeur des Anbar Operations Command, welches dem Iraqi Ground Forces Command untersteht.